# Fifång
Fifång este o arie protejată (arie specială de conservare — SAC, sit de importanță comunitară — SCI) din Suedia întinsă pe o suprafață de 176,3 ha, integral pe uscat.

## Localizare
Centrul sitului Fifång este situat la coordonatele 58°50′55″N 17°42′35″E / 58.8486°N 17.7098°E.

## Înființare
Situl Fifång a fost declarat sit de importanță comunitară în ianuarie 1997 pentru a proteja un număr necunoscut de specii din flora spontană și fauna sălbatică aflate în arealul zonei. Situl a fost protejat și ca arie specială de conservare în martie 2011.

## Biodiversitate
Situată în ecoregiunile boreală și marină baltică, aria protejată conține 6 habitate naturale: Păduri caducifoliate de mlaștină fino-scandinave, Taiga vestică, Pășuni de coastă din Baltica boreală, Pășuni din zone de pădure fino-scandinave, Pante stâncoase silicioase cu vegetație casmofită, Vegetație anuală la limita mareei.
La baza desemnării sitului se află un număr nedeclarat de specii protejate.